# Шатонеф де Рандон
Шатонеф де Рандон (фр. Châteauneuf-de-Randon) насеље је и општина у јужној Француској у региону Лангдок-Русијон, у департману Лозер која припада префектури Манд.
По подацима из 2011. године у општини је живело 538 становника, а густина насељености је износила 21,97 становника/km². Општина се простире на површини од 24,49 km². Налази се на средњој надморској висини од 1 286 метара (максималној 1.339 m, а минималној 1.116 m).

## Демографија
| 1962. | 1968. | 1975. | 1982. | 1990. | 1999. | 2011. |
| ----- | ----- | ----- | ----- | ----- | ----- | ----- |
| 405   | 403   | 504   | 541   | 536   | 532   | 538   |

График промене броја становника у току последњих година